# باب هانتینگتون
 باب هانتینگتون (انگلیسی: Bob Huntington؛ زاده ۱۵ ژانویه ۱۸۶۹ درگذشته ۱۲ مارس ۱۹۴۹) یک تنیس‌باز اهل ایالات متحده آمریکا بود.